# Transepto

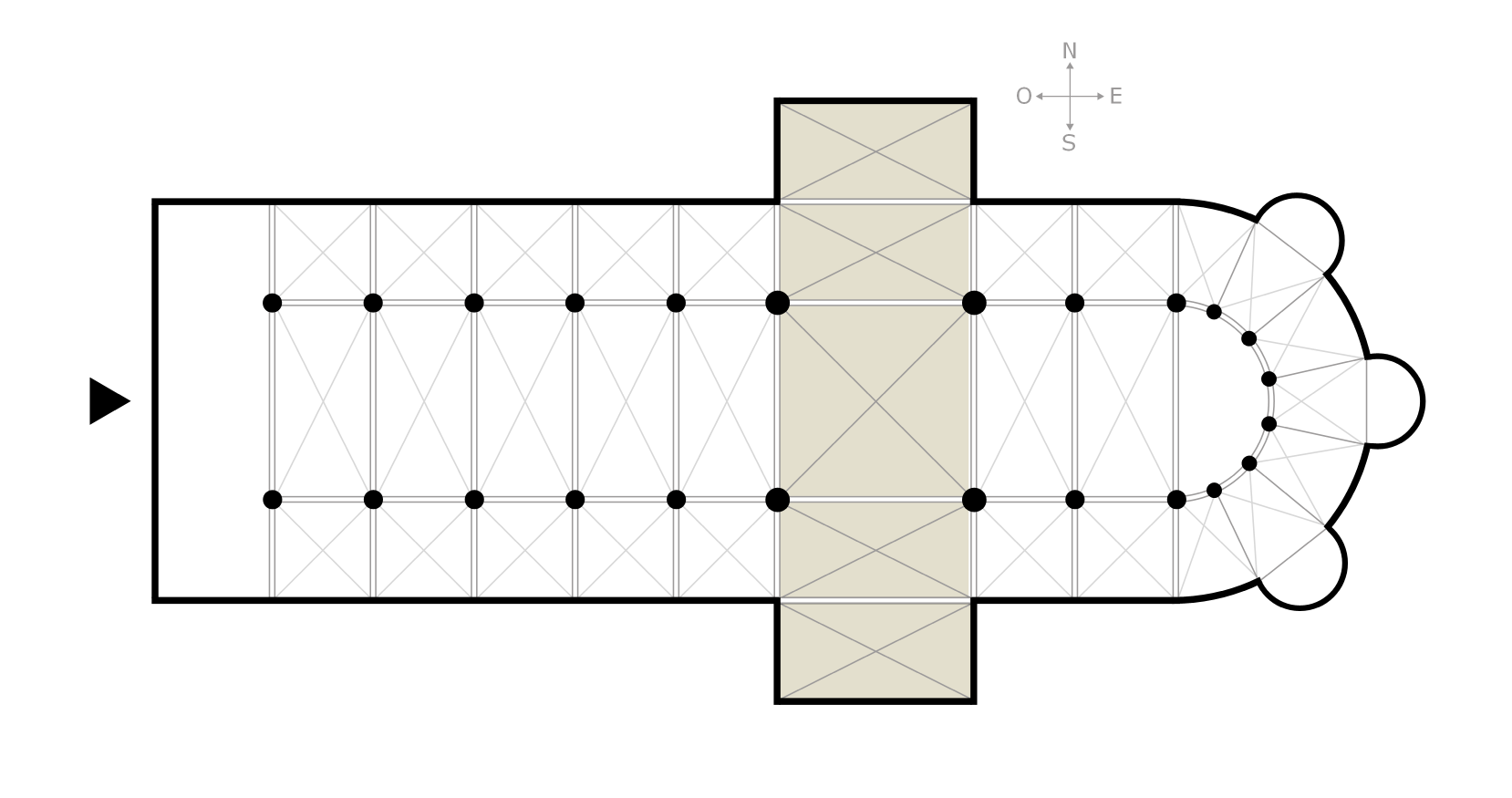
Representação esquemática da planta de uma catedral. O transepto é a área colorida.

O transepto é a parte de um edifício de uma ou mais naves que atravessa perpendicularmente o seu corpo principal perto do coro e dá ao edifício a sua planta em cruz. O cruzeiro é a área de intersecção dos dois eixos.